# 1821 în literatură
Anul 1821 în literatură a implicat o serie de evenimente și cărți noi semnificative.  